# 马克特洛伊滕
马克特洛伊滕是德国巴伐利亚州的一个市镇。总面积35.48平方公里，总人口3334人，其中男性1648人，女性1686人（2011年12月31日），人口密度94人/平方公里。